# Skövde–Axvalls Järnväg
Skövde–Axvalls Järnväg, SAJ, var en smalspårig järnväg (spårvidd 891 mm) mellan Axvall och Skövde i Skaraborgs län. I Axvall anslöt banan till den smalspåriga Lidköping–Skara–Stenstorps Järnväg (LSSJ) med spår i riktning mot Stenstorp och Skara. I Skövde gick banan till stationen på den normalspåriga Västra stambanan.

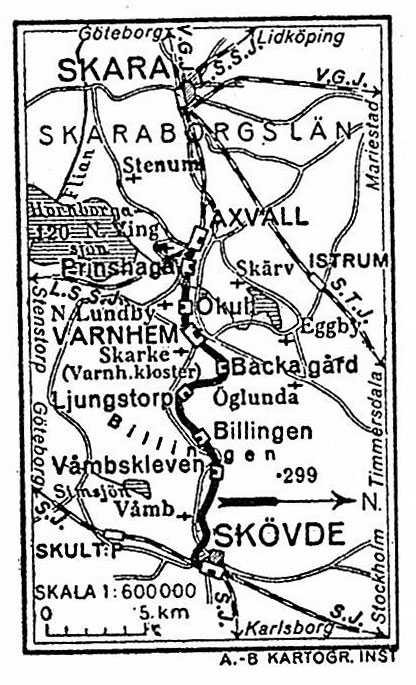
SAJ. Karta 1926.

## Historia
En kommitté tillsattes 1897 för att undersöka möjligheterna för en järnväg mellan Skövde och Axvall. Koncession beviljades 1898 och Skövde–Axvalls Järnvägsaktiebolag bildades 1899 med Skövde stad som den största aktieägaren. Bolaget fick ett statslån på 369000 kr och byggkostnaden beräknades till 778000 kr. Bygget började 1902 och arbetet genom kalkberget vid Våmbs kyrka var besvärligt. En överenskommelse ingicks 1903 med Statens Järnvägar (SJ) om anslutning vid deras station i Skövde. Förhandlingarna med LSSJ var långdragna med låsta positioner och inte förrän 1904, då Kunglig Majestät troligen skulle gå med förslaget från SAJ om anslutningen vid Axvall, blev överenskommelsen klar.
Banan öppnades för trafik den 6 mars 1904 med 20 km/tim som högsta hastighet som senare höjdes till 35 km/tim. Kostnaden blev 937000 kr vilket var 20 % över kostnadsberäkningen.
SAJ upphörde som eget bolag när det uppgick i Västergötland–Göteborgs Järnvägar (VGJ) ägda LSSJ 1935. LSSJ och alla andra smalspåriga järnvägar i Skaraborgs län köptes av Svenska staten 1948 och ingick därefter i SJ:s organisation.
Godstrafiken mellan Axvall och Gullhögen upphörde att gå enligt tidtabell 1950 och lades ner 1961 samtidigt med persontrafiken mellan Axvall och Skövde. Den smalspåriga godstrafiken upphörde mellan Gullhögen och Skövde. Gullhögens bruk hade anslutning till normalspåret på Västra stambanan sedan 1919 genom att 1,5 km av smalspårsbanvallen fick en tredje räl. Normalspårstrafiken på denna del fortsatte och delen finns kvar som industrispår. Spåren var bortrivna mellan Axvall och Gullhögen 1967 samtidigt som smalspårsrälen togs bort mellan Gullhögen och Skövde.
Banvallen används som en cykelled mellan Gullhögen och Varnhem medan det mesta mellan Varnhem och Axvall har återgått till åker.